# Pont de Malzéville
Le Pont de Malzéville est un pont en pierre maçonné de quinze travées franchissant la Meurthe et reliant la commune de Malzéville à Nancy, dans le département de Meurthe-et-Moselle et la région Grand Est. C'est le plus ancien pont de l'agglomération nancéienne.

## Historique
Un premier pont de Malzéville a été construit sous le règne du duc René II de Lorraine par l'architecte Jacob Wauthier vers 1498 ou 1499, d'après les archives de Nancy. Ce pont était alors le principal point de passage de la Meurthe, et lors du siège de Nancy, Louis XIII fait sauter les deux arches du milieu du pont pour contrôler l'arrivée d'éventuels secours. Il a été rétabli en 1633, mais a été partiellement détruit en 1764. D'après l'Annuaire administratif, statistique, historique, judiciaire et commercial de Meurthe-et-Moselle, en 1822 il était constitué de treize arches.
À la suite d'une délibération du Conseil municipal de Malzéville en 2012, le pont a été renommé « Pont Renaissance ». L'inauguration, un des évènements de l'opération Nancy Renaissance 2013, a eu lieu le 30 juin 2013.

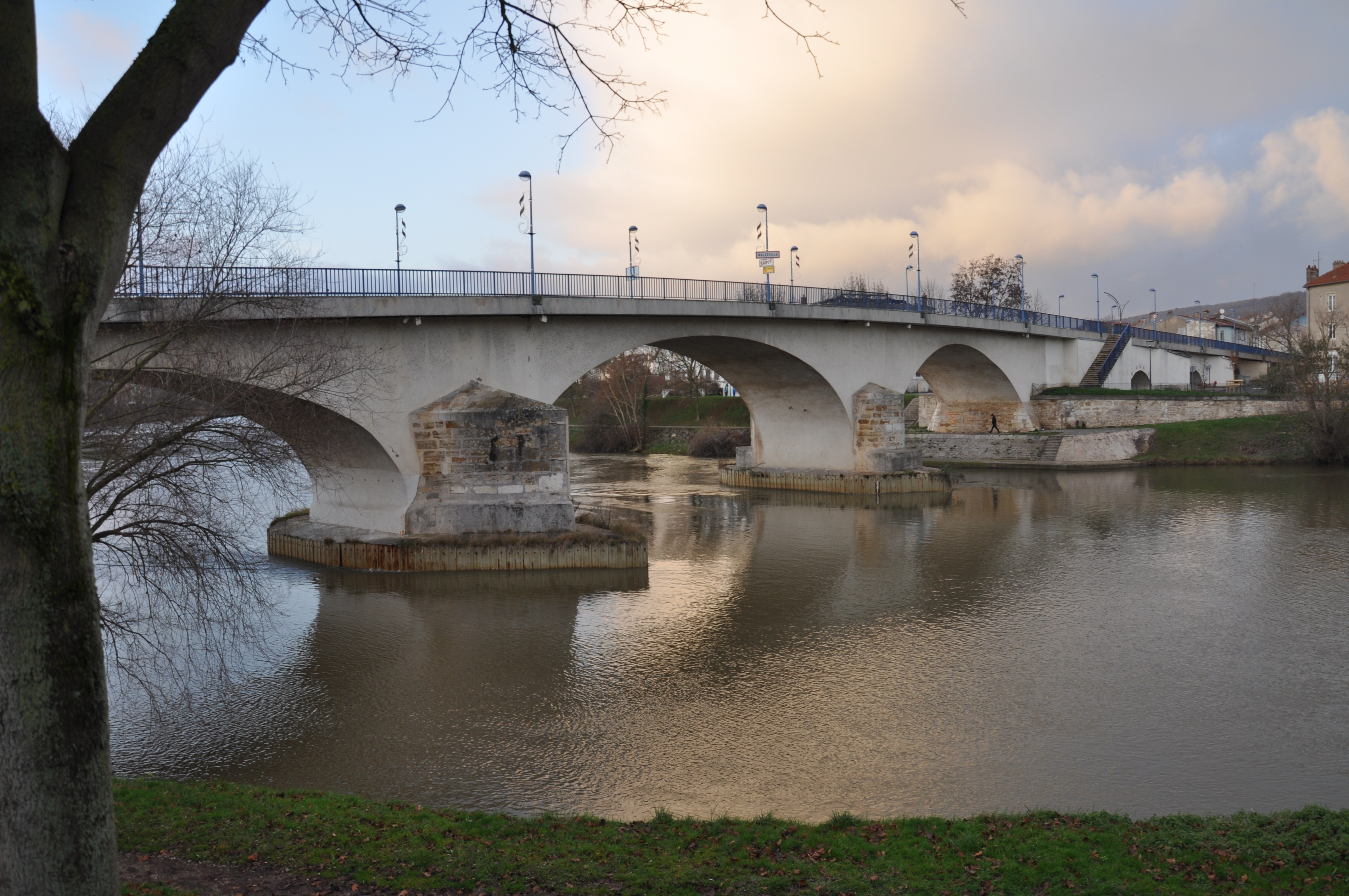
Vue du pont de Malzéville sur la Meurthe depuis la rive sud

## Pont sur le canal
Dans le prolongement du pont sur la Meurthe, un autre pont de type pont-levis, appelé parfois improprement "pont de Malzéville" du fait qu'il se trouve rue de Malzéville mais il franchit bien le Canal de la Marne au Rhin sur la commune de Nancy.

## Bibliographie

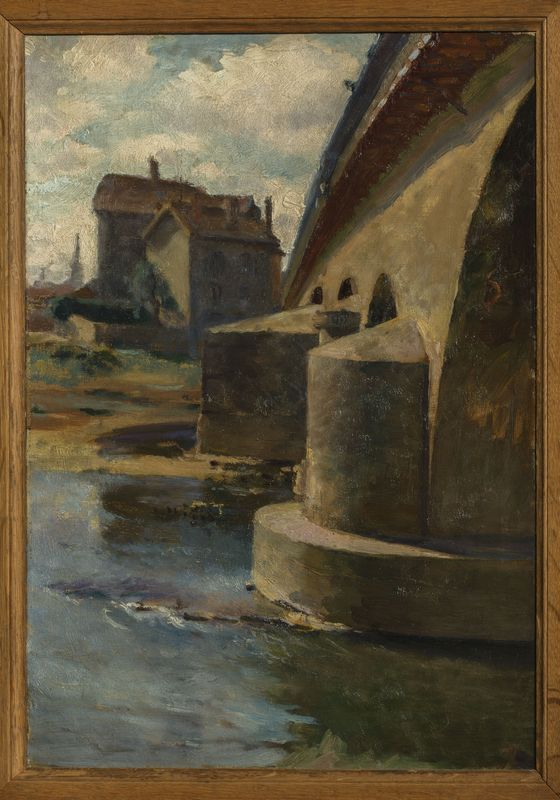
Le Pont de Malzéville, tableau d'Étienne Cournault (1910).